# Birgitte Sofie Gabel

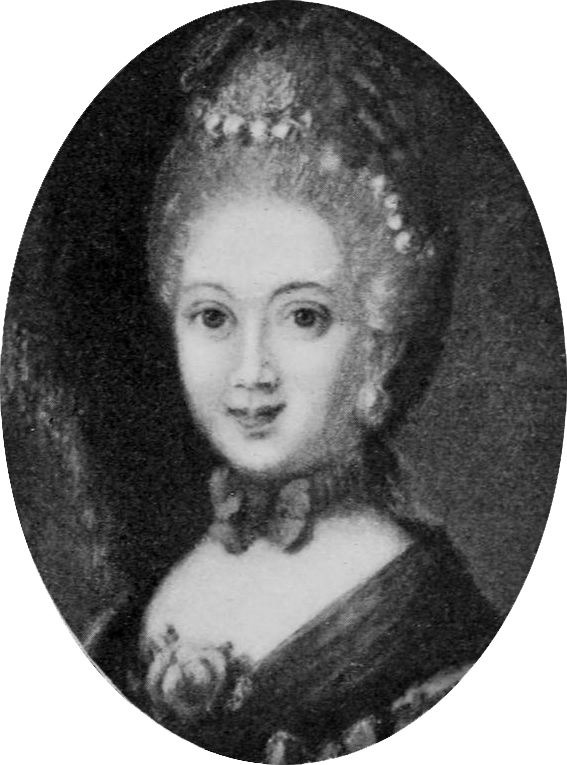
Birgitte Sofie Gabel

Birgitte Sofie Gabel, född 1746, död 1769, var en dansk adelskvinna. 
Hon var dotter till baron Verner Rosenkrantz och Else Margrete Sehested och gifte sig 1762 med Kristian Karl Gabel, som 1764 blev hovman hos Louise av Danmark och 1769 Gehejmeraad. Själv fick hon 1764 Ordre de l'Union Parfaite och beskrivs som en av hovets vackraste och mest intelligenta kvinnor och finns ofta omnämnd i samtida brev och memoarer. Memoarskrivaren greve Rantzau-Ascheberg ansåg att hon i kunskap och bildning kunde jämföras med de mest begåvade män. Kungen ska ha varit förtjust i henne samtidigt och försökt närma sig henne, och kretsen kring Claude Louis de Saint-Germain ska år 1767 enligt uppgift ha försökt göra henne till kungens mätress för att distrahera honom från politiken och göra det möjligt för Saint-Germain att skaffa sig makten över regeringen. Gabel vägrade dock att medverka eftersom hon fann kungen motbjudande. Hon ska däremot ha varit förälskad i kungens svåger Karl II av Hessen-Kassel, och tillsammans med ryske sändebudet von Saldern försökt få Karl att återvända till hovet. 
När Struensee blev livläkare 1769 försökte han enligt uppgift installera en intelligent och karaktärsstark kvinna som kungens mätress, för att detta skulle göra monarken lättare att kontrollera och ha ett gott inflytande på honom och bättra hans mentala hälsa, och Gabel mottog därför ännu en gång denna förfrågan. Det påstods att Struensee också planerade att själv inleda ett förhållande med Gabel, för att genom henne behärska kungen desto mer: detta är dock obekräftat. Hon ska en tid ha försökt visa sig mer tillmötesgående för att se om detta verkligen hade en bättre effekt på hans hälsa: Struensee försäkrade henne att det var så, för att få henne att fullfölja saken, men efter observation kom hon själv fram till att så inte var fallet och avbröt försöket. Drottningen hade upptäckt saken, och visade stort missnöje mot både Gabel och Struensee för detta: strax därefter inledde dock drottningen sitt förhållande med denne. Gabel ska ha ogillat gunstlingen Holck, och försökt påverka kungen till att få denne förvisad.
Birgitte Sofie Gabel avled i barnsäng. 